# Fabriciana varenii
Fabriciana varenii är en fjärilsart som beskrevs av Holmgren 1888. Fabriciana varenii ingår i släktet Fabriciana och familjen praktfjärilar. Inga underarter finns listade i Catalogue of Life.